# Giovanni II Ventimiglia
Giovanni Ventimiglia Moncada, marchese di Geraci (inizi del XVI secolo – Taormina, 15 ottobre 1553), è stato un nobile, politico e militare italiano, al servizio del Regno di Sicilia.

## Biografia
Nato presumibilmente agli inizi del XVI secolo, da Simone, V marchese di Geraci, e da Elisabetta Moncada dei conti di Adernò, di cui era primogenito, nel 1527 sposò - con una dote di quasi centomila fiorini in terre e beni mobili - la nobildonna spagnola Isabel de Moncada y La Grua († 1542), figlia di Juan, conte di Aitona, dalla cui unione nacquero sei figli.
Stratigoto di Messina negli anni 1532, 1533, 1539, 1540, proseguì la politica di mecenatismo del padre, a cui succedette, dopo la sua morte nel 1544, nel possesso dello stato feudale e degli altri domini, nonché nelle cariche politiche e militari da costui ricoperte nel Regno di Sicilia. Nel 1541, all'epoca barone di Pettineo, fu nominato capitano d'armi di Trapani, nel 1543 capitano di Val di Mazara, nel 1544, succeduto nel marchesato, capitano ancora in Trapani, e Deputato del Regno (potere esecutivo degli atti parlamentari) sino al 1547. Nei mesi successivi, partendo da Venezia, compie insieme all'amico e maestro Francesco Maurolico un pellegrinaggio in Terrasanta. Nel 1548, abdicò in favore del primogenito Simone, che aveva raggiunto la maggiore età, che perciò diventava il nuovo Marchese di Geraci. Deciso a vestire l’abito sacerdotale, il 16 marzo 1548, con atto notarile redatto a Castelbuono, rinunciò ai suoi beni e al titolo marchionale. Recatosi a Messina, soggiornò in casa del Maurolico completando sotto la sua guida la preparazione al sacerdozio, in vista dell’ordinazione che, con l’assistenza dell’amico, volle conseguire a Roma, dove dai primi di aprile a fine giugno 1548 ebbero occasione di incontrare il pontefice Paolo III, il "Gran Cardinale" Alessandro Farnese il Giovane e il fratello Ottavio Farnese, nonché il cardinale Marcello Cervini, oltre all'umanista Angelo Colocci e Ignazio di Loyola.
Appassionato cultore delle scienze, e ordinato sacerdote in presenza di Ignazio di Loyola, si dedicò allo studio dell'astronomia, divenendo il patrono e collaboratore del grande matematico e fisico Francesco Maurolico, corrispondente, tra gli altri, di Pietro Bembo, Federico Commandino, Cristoforo Clavio e Onofrio Panvinio. Nella torre del castello di Pollina, in cui si trasferì, fece attare un osservatorio astronomico: Maurolico, in Castelbuono, e quinci in Pollina, dove quel Signore nel paterno e avito castello in alto poggio, ed iscoscesa rupe, non lungi il lito con maravigliosa prospettiva situato, fecevi a cotal fine edificar stanze molto comode, erte, e patenti al cielo, e da tutti i lati sgombre e libere, per poterne più agevolmente ad alta notte, in un bel sereno, osservare il corso de'pianeti, e delle stelle, e corregerne inoltre nelle Tavole d'Alfonso i progressi, ed aspetti.''
Altro grande protetto del marchese Giovanni II fu il medico Gianfilippo Ingrassia che gli dedicò l'opera Jatrapologia liber quo multa adversus barbaros medicos disputantur, pubblicata a Venezia nel 1547. L'Ingrassia, tra l'altro, è considerato il fondatore della moderna medicina legale e della medicina pubblica.. Nel 1548, ritornato da Roma, Giovanni II appoggia la fondazione dello Studio universitario di Messina, sotto egida gesuitica.
Lo storico dell'arte Federico Zeri attribuisce a un membro del casato Ventimiglia un ritratto di sacerdote opera di Iacopino del Conte, proveniente dalla raccolta dei Ventimiglia di Palermo, oggi al Museum of Fine Arts, Boston, accession number 1991.1042., in cui è possibile riconoscere Giovanni II Ventimiglia, frequentante la Curia romana e le amicizie del Loyola, fra le quali si annovera lo stesso pittore fiorentino.
Morì a Taormina il 15 ottobre 1553, per annegamento nel guado del torrente Letojanni in seguito a una caduta da cavallo, mentre si accingeva a raggiungere a Messina il figlio Simone, che dal gennaio 1552 vi ricopriva l'incarico di stratigoto.